# Gilberto de Almeida Rêgo
Gilberto de Almeida Rêgo, född den 21 februari 1881 och död den 21 oktober 1961, var en brasiliansk fotbollsdomare.
Rêgo dömde två av gruppspelsmatcherna och den ena semifinalen i VM 1930 i Uruguay. Gruppspelsmatcherna var mellan å ena sidan Argentina och Frankrike och å andra sidan mellan Uruguay och Rumänien. Den första av de matcherna vanns av Argentina med 1-0 och den andra matchen vanns av Uruguay med 4-0. Han dömde sedan även semifinalen mellan Uruguay och Jugoslavien, vilken slutade med en seger med hela 6-1 för Uruguay.
I matchen mellan Argentina och Frankrike råkade Rêgo blåsa av matchen fem minuter för tidigt. Innan han upptäckte misstaget hade spelarna hunnit lämna planen; han fick kalla ut dem igen så att matchen kunde spelas färdigt.